# Aleksei Sazonov
Aleksei Fyodorovich Sazonov (tiếng Nga: Алексей Фёдорович Сазонов; sinh ngày 21 tháng 7 năm 1992) là một cầu thủ bóng đá người Nga. Anh thi đấu cho FC Tekstilshchik Ivanovo.

## Sự nghiệp câu lạc bộ
Anh ra mắt tại Giải bóng đá ngoại hạng Nga cho F.K. Tom Tomsk vào ngày 12 tháng 3 năm 2012 trong trận đấu với F.K. Volga Nizhny Novgorod.